# Léon du Bus de Warnaffe
Le vicomte Léon du Bus de Warnaffe, né le 2 juillet 1866 à Roubaix en France et mort le 24 septembre 1938 à Roumont-sur-Ourthe, est un homme politique belge, membre du Parti catholique.

## Biographie
Léon Edmond Sophie Ghislain Jean Joseph du Bus de Warnaffe, né le 2 juillet 1866 à Roubaix est le fils de Paul du Bus de Warnaffe (1840-1912) et de Mathilde Bareel (1842-?). Il épouse en 1893 Élisabeth Baesten (1874-?). Ils ont quatre fils (Charles, ministre dans plusieurs gouvernements, Paul, Vincent et Étienne) et cinq filles (Marie, Jeanne, Lucie, Marie et Alix).
Docteur en droit, il devient avocat auprès de la Cour d'appel de Bruxelles puis de la Cour de cassation.
Il a une carrière parlementaire de 1908 à 1932 au sein du Parti catholique. Il est élu député de l'arrondissement de Arlon-Marche-Bastogne (du 10 avril 1908 au 5 avril 1925) en suppléance de Henry Delvaux de Fenffe. Il est ensuite sénateur de l'arrondissement d'Arlon-Marche-Bastogne-Neufchâteau-Virton (du 5 avril 1925 à 1932).
Il a également été un collaborateur du quotidien belge Le Vingtième Siècle d'obédience catholique conservatrice.
Catholique convaincu, il était membre du Tiers Ordre de Saint-François et de la confrérie Saint-Vincent de Paul et de Saint-Joseph.
Il décède le 24 septembre 1938 au château de Roumont, reçoit des funérailles dans l'église de Roumont et est inhumé à Beauplateau, hameau de Tillet.

## Hommage et distinctions
Il est créé vicomte en 1919 par le roi Albert Ier.
Il a reçu les distinctions suivantes :
- Commandeur de l'ordre de Léopold (Belgique) ;
- Commandeur de l'ordre de la Couronne de chêne (Luxembourg) ;
- Chevalier de la Légion d'honneur (France) ;
- Croix Pro Ecclesia e Pontifice (Vatican).

## Publications
- Le Congrès national d'après la correspondance de François-Louis du Bus, membre dudit Congrès, Revue Générale, 1904.
- L'évolution du parti libéral, Revue Générale, 1906.
- Lois organiques de l'enseignement primaire depuis 1830, 1911.
- Les lois électorales belges depuis 1930, 1913.
- (& Carl Beyaert), Le Congrès National. Biographies des membres du Congrès National et du Gouvernement provisoire 1830-1831, Bruxelles, 1930.